# Вологі ліси Гвіани
Вологі ліси Гвіани або Вологі ліси Гвіанської низовини (ідентифікатор WWF: NT0125) — неотропічний екорегіон тропічних та субтропічних вологих широколистяних лісів, розташований у Гвіані.

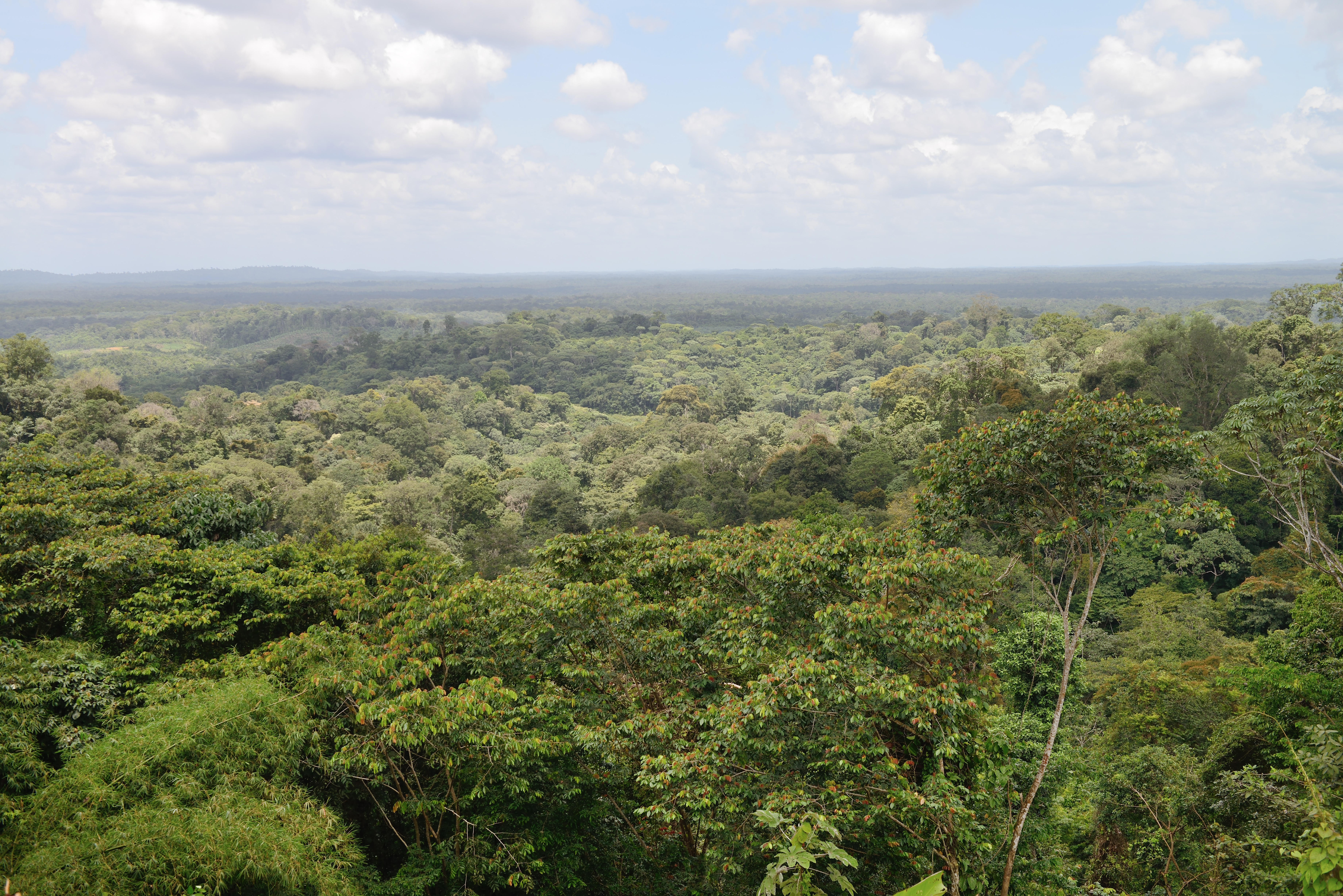
Вологий тропічний ліс у Французькій Гвіані

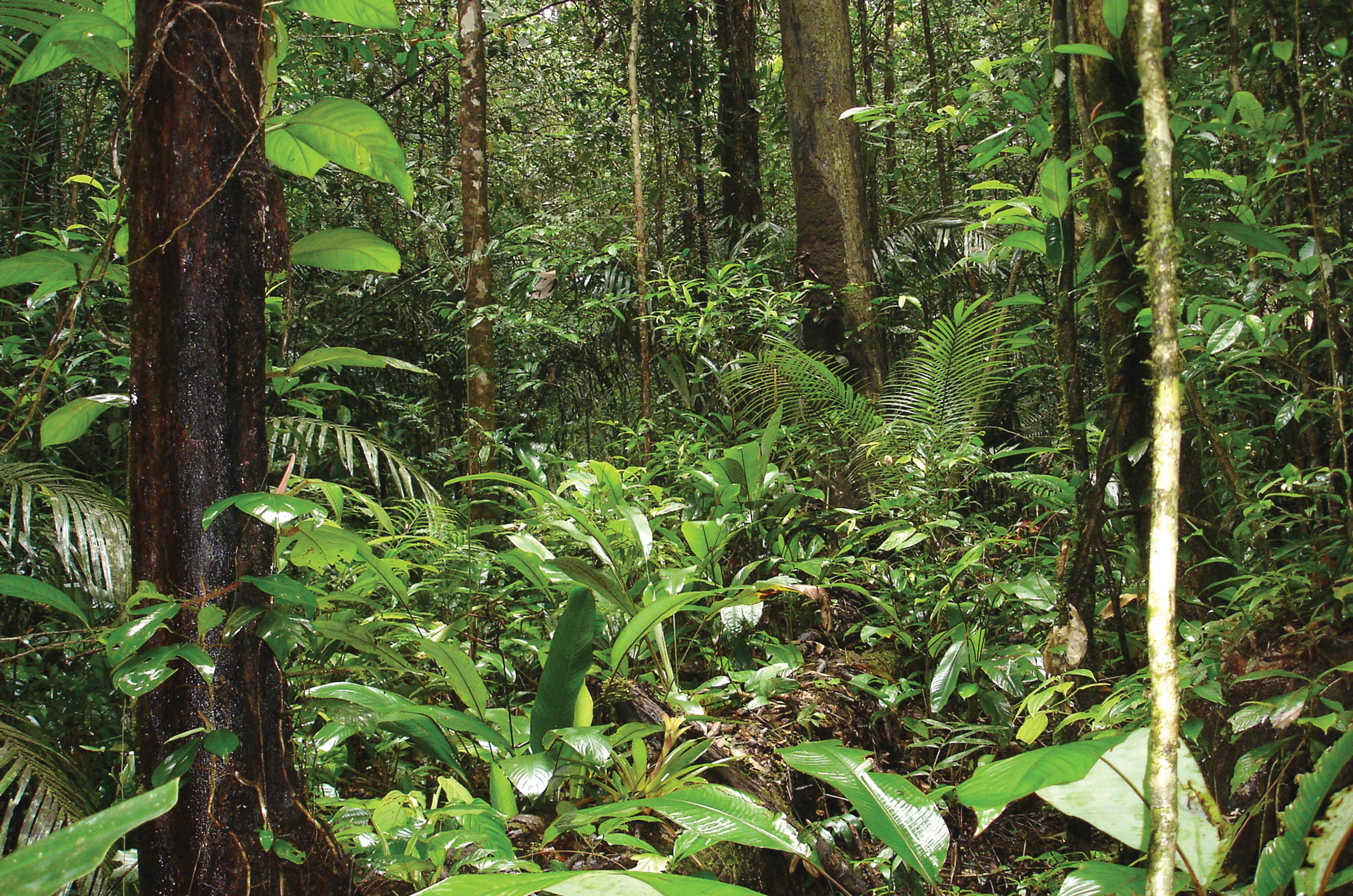
Підлісок тропічного лісу у Французькій Гвіані

## Географія
Екорегіон вологих лісів Гвіани розташований в регіоні Гвіана на північному сході Південної Америки. Він охоплює більшу частину Гаяни, майже всю територію Суринаму та Французької Гвіани, а також деякі райони на крайньому сході Венесуели, в штатах Дельта-Амакуро і Болівар, та деякі райони на крайньому північному сході Бразилії, а штатах Амапа і Пара. Загальна площа екорегіону становить 475 293 км².
Екорегіон розташований на схід від басейну Ориноко та охоплює близько 65 % північно-східної частини стародавнього Гвіанського щита. На півдні він обмежений горами Акараї та Тумук-Умак, які визначають північний край Амазонської низовини та північно-східний кордон Бразилії, а з півночі омивається водами Атлантичного океану. Найбільшими річками, що течуть до Атлантичного океану через територію регіону, є Ессекібо, Корантейн, Мароні та Ояпок.
Рельєф Гаяни представлений рівнинами та невисокими пагорбами Гвіанської низовини. На заході рівнини регіону переходять у передгір'я Гвіанського нагір'я, яке включає велике пісковикове плато Пакарайма та численні плосковершинні гори-тепуї. Тут вологі ліси Гвіани переходять у вологі ліси передгір'їв Гвіани та у вологі ліси Гвіанського нагір'я. До складу цих екорегіонів також входять ізольовані гірські анклави, оточені вологими лісами Гвіани. На північному заході вологі ліси Гвіани переходять у савани Льяносу, а на узбережжі Атлантичного океану на півночі — у заболочені ліси дельти Ориноко, заболочені ліси Парамарибо та гвіанські мангри. На півдні вологі ліси екорегіону переходять у вологі ліси Уатуми і Тромбетасу та у гвіанську савану, а у прибережних районах на крайньому південному сході — у варзейські ліси Маражо.

## Клімат
В межах екорегіону переважає спекотний та вологий екваторіальний клімат (Af за класифікацією кліматів Кеппена) або мусонний клімат (Am за класифікацією Кеппена). Середньорічна кількість опадів коливається від 2000 до 4000 мм. З початку грудня до кінця січня у Гвіані триває короткий вологий сезон, з початку лютого до кінця квітня — короткий сухий сезон, з початку травня до середини серпня — тривалий вологий сезон, а з середини серпня до кінця листопада — тривалий сухий сезон.

## Флора
Рослинний покрив екорегіону переважно представлений рівнинними та передгірськими вологими тропічними лісами. В регіоні зустрічаються й інші типи лісів, зокрема заболочені ліси вздовж річок, а також ділянки саван та трав'янистих боліт. Флористичне різноманіття та рівень ендемізму в екорегіоні є доволі високими: тут зустрічається понад 8000 видів рослин, з яких майже половина є ендеміками. Найбільше різноманіття в регіоні спостерігається серед представників родин Біньйонієві (Bignoniaceae), Бомбаксові (Bombacaceae), Молочаєві (Euphorbiaceae), Шовковицеві (Moraceae), Стеркулієві (Sterculiaceae), Лаврові (Lauraceae), Вошизієві (Vochysiaceae), Сапотові (Sapotaceae), Лецитисові (Lecythidaceae), Бобові (Fabaceae), Комбретові (Combretaceae), Фісташкові (Anacardiaceae), Маренові (Rubiaceae), Мелієві (Meliaceae), Сапіндові (Sapindaceae), Аннонові (Annonaceae) та Пальмові (Arecaceae).
Основними рослинними угрупованнями екорегіону є вологі тропічні ліси, лісовий намет в яких розташований на висоті 40 м над землею. Більшість дерев у цих лісах вічнозелені, однак деякі види скидають листя під час сухого сезону. Дерева часто вкриті різноманітними епіфітами, а в підліску зустрічається багато чагарників та трав'янистих рослин. Серед дерев, поширених у вологих лісах Гвіани, слід відзначити бразильське гуананді (Calophyllum brasiliense), гвіанське крабове дерево (Carapa guianensis), гвіанське гарматне дерево (Couroupita guianensis), бавовняне дерево (Ceiba pentandra), американське мускусне дерево (Guarea guidonia), повислу паркію (Parkia pendula) та великолопатеву пентаклетру (Pentaclethra macroloba), а також різні види ешвайлерій (Eschweilera spp.), люехій (Luehea spp.), протіумів (Protium spp.), шварцій (Schwartzia spp.) та тріхілій (Trichilia spp.). Видовий склад лісів значно змінюється із заходу на схід, причому види, які домінують в лісах в одній частині регіону, можуть бути повністю відсутні в іншій. Так у деяких частинах регіону зустрічаються аргентинські кедрели (Cedrela fissilis) та тринідадські чаконії (Warszewiczia coccinea), однак у Суринамі ці види відсутні.
У деяких частинах екорегіону, зокрема в регіоні Саюль в центральній частині Французької Гвіани, зустрічаються ділянки сухих напіввідкритих лісів та саван, які є важливими центрами флористичного різноманіття. У саванах Саюлю росте понад 150 ендемічних видів рослин, багато з яких зустрічаються на пагорбах та вздовж водотоків. Також тут росте багато видів пальм, зокрема колючі тукуми (Astrocaryum aculeatum), пальми маріпа (Attalea maripa) та ходячі сократеї (Socratea exorrhiza), а також кулястоплоді бактріси (Bactris sphaerocarpa), які відсутні у Суринамі.
У Суринамі також зустрічаються ізольовані ділянки саван. Вони є реліктовими залишками саван, що вкривали всю територію країни у плейстоцені, за винятком річкових долин та гірських районів. На початку голоцену, із завершенням останнього льодовикового періоду, савани були замінені сучасними тропічними лісами. Наразі савани вкривають лише 1 % території Суринаму. У них зустрічається понад 800 видів рослин.

## Фауна
Серед великих ссавців, поширених в лісах екорегіону, слід відзначити південноамериканського тапіра (Tapirus terrestris), білохвостого оленя (Odocoileus virginianus), американську мазаму (Mazama americana), амазонійську мазаму (Mazama nemorivaga), звичайного пекарі (Tayassu pecari), ошийникового пекарі (Dicotyles tajacu), гвіанську коату (Ateles paniscus), гвіанського ревуна (Alouatta macconnelli), рудоспинного сакі (Chiropotes chiropotes), рудувато-бурого сакі (Chiropotes sagulatus), блідого сакі (Pithecia pithecia), гігантську видру (Pteronura brasiliensis), велику капібару (Hydrochoeris hydrochaeris), великого мурахоїда (Myrmecophaga tridactyla), трипалого лінивця (Bradypus tridactylus) та південного двопалого лінивця (Choloepus didactylus), а також пуму (Puma concolor) та ягуара (Panthera onca), найбільших хижаків Гвіани.
Серед менших ссавців, поширених в регіоні, слід відзначити чубатого капуцина (Sapajus apella), золоторукого тамарина (Saguinus midas), гвіанського саймірі (Saimiri sciureus), оцелота (Leopardus pardalis), онцилу (Leopardus tigrinus), маргая (Leopardus wiedii), ягуарунді (Herpailurus yagouaroundi), чагарникового пса (Speothos venaticus), тайру (Eira barbara), кінкажу (Potos flavus), ракуна-крабоїда (Procyon cancrivorus), амазонську носуху (Nasua nasua), неотропічну видру (Lontra longicaudis), низинну паку (Cuniculus paca), бразильського агуті (Dasyprocta leporina), рудого акучі (Myoprocta acouchy), бразильського коенду (Coendou prehensilis), бразильську вивірку (Sciurus aestuans), неотропічну карликову вивірку (Sciurillus pusillus), каєнського щетинця (Proechimys guyannensis), білощокого щетинця (Echimys chrysurus), південного опосума (Didelphis marsupialis), південного голохвостого броненосця (Cabassous unicinctus) та американського тамандуа (Tamandua tetradactyla). Ендеміками екорегіону є сіннамарійські щетинці (Isothrix sinnamariensis), а майже ендемічними його представниками — каштанові капуцини (Cebus castaneus), гвіанські щетинясті миші (Neacomys guianae), щетинясті миші Дюбоста (Neacomys dubosti), паракуйські щетинясті миші (Neacomys paracou) та королівські рисові хом'яки (Oecomys rex).
Орнітофауна екорегіону характеризується високим різноманіттям. Серед птахів, поширених у вологих лісах Гвіани, слід відзначити амазонійського татаупу (Crypturellus variegatus), тонкодзьобого кракса (Crax alector), гаянську пенелопу (Penelope marail), гвіанського токро (Odontophorus gujanensis), сірошийого голуба (Patagioenas plumbea), товстодзьобого ані (Crotophaga ani), гоацина (Opisthocomus hoazin), гвіанського колібрі-зеленохвоста (Polytmus theresiae), сірогрудого колібрі-шаблекрила (Campylopterus largipennis), буроголового колібрі-лісовичка (Thalurania furcata), малинового колібрі-топаза (Topaza pella), золотовусого колібрі-кокетку (Lophornis ornatus), велику гарпію (Harpia harpyja), гвіанську гарпію (Morphnus guianensis), лісову катарту (Cathartes melambrotus), синьоволого трогона (Trogon viridis), червонодзьобого тукана (Ramphastos tucanus), чорнодзьобого тукана (Ramphastos vitellinus), гвіанського тукана (Selenidera piperivora), чорноголового аракарі (Pteroglossus viridis), гаянського дзьогана (Veniliornis cassini), зелену якамару (Galbula galbula), червоного ару (Ara macao), червоно-зеленого ару (Ara chloropterus), венесуельського амазона (Amazona amazonica), тринідадського амазона (Amazona ochrocephala), строкатого папугу (Touit batavicus), білолобого папугу (Deroptyus accipitrinus), синьоголового папугу-червоногуза (Pionus menstruus), гвіанського папугу-горобця (Forpus passerinus), синьолобого котору (Pyrrhura picta), рудогорлу мурав'янку (Gymnopithys rufigula), гвіанську мурав'янку-куцохвоста (Hylophylax naevius), гаянську пигу (Lipaugus vociferans), гвіанського гребнечуба (Rupicola rupicola), леопардового кокоа (Xiphorhynchus pardalotus), гаянського пію (Synallaxis gujanensis), тропічного тирана (Tyrannus melancholicus), гвіанського тиранчика (Phylloscartes virescens), гаянського тиранчика-чубаня (Lophotriccus galeatus), гвіанського тирана-малюка (Zimmerius acer), суринамського тиранця (Myiopagis flavivertex), рудокрилого бієнтевіо (Myiozetetes cayanensis), оливкового лорона (Schiffornis olivacea), гвіанського віреончика (Hylophilus pectoralis), білощоку паю (Cyanocorax cayanus), каєнську комароловку (Polioptila guianensis), амазонійського поплітника (Cantorchilus leucotis), світлогрудого дрозда (Turdus leucomelas), жовтохвостого касика (Cacicus cela), зелену коноту (Psarocolius viridis), фіолетову гутураму (Euphonia violacea), пурпурову танагру-медоїда (Cyanerpes caeruleus), пурпурову тапірангу (Ramphocelus carbo), блакитного цукриста (Dacnis cayana) та церебу (Coereba flaveola). Ендемічними або майже ендемічними представниками екорегіону є гаянські дрімлюги (Setopagis maculosa), тринідадські ерміти (Phaethornis longuemareus), гвіанські добаші (Picumnus minutissimus), гвіанські каатинги (Herpsilochmus stictocephalus), білі арапонги (Procnias albus), суринамські тирани-свистуни (Sirystes subcanescens), гаянські тітіріджі (Hemitriccus josephinae) та гаянські гутурами (Euphonia finschi).
Герпетофауна екорегіону включає різноманітних плазунів, зокрема крокодилового каймана (Caiman crocodilus), зелену анаконду (Eunectes murinus), звичайного удава (Boa constrictor), кайсаку (Bothrops atrox) і тракаксу (Podocnemis unifilis), та амфібій, зокрема звичайну піпу (Pipa pipa) і тигрову квакшу (Callimedusa tomopterna).

## Збереження
Більша частина лісів екорегіону залишається відносно незайманою. Основними загрозами для збереження природи регіону є вирубка лісів, видобуток корисних копалин, зокрема золота, а також збільшення антропогенного тиску шляхом розвитку інфраструктури та промисловості.
Оцінка 2017 року показала, що 161 911 км², або 34 % екорегіону, є заповідними територіями. Природоохоронні території включають: Лісовий заповідник Іматака у Венесуелі, Національний парк Каєтур та Природний заповідник Івокрама у Гаяні, Природний заповідник Центрального Суринаму та Природний парк Браунсберг в Суринамі, Амазонський парк Гвіани та Гвіанський природний регіональний парк у Французькій Гвіані, а також Національний парк Монтаньяс-ду-Тумукумакі в Бразилії. У 2000 році Природний заповідник Центрального Суринаму був внесений до списку Світової спадщини ЮНЕСКО.